# V459 Геркулеса
V459 Геркулеса (лат. V459 Herculis) — одиночная переменная звезда в созвездии Геркулеса на расстоянии приблизительно 26712 световых лет (около 8190 парсек) от Солнца. Видимая звёздная величина звезды — от +16m до +14,7m.
Открыта Куно Хофмейстером в 1949 году*.

## Характеристики
V459 Геркулеса — белая пульсирующая переменная звезда типа RR Лиры (RRAB) спектрального класса A0. Эффективная температура — около 6199 K.